# Stalagtia hercegovinensis
Stalagtia hercegovinensis är en spindelart som först beskrevs av Josef Nosek 1905.  Stalagtia hercegovinensis ingår i släktet Stalagtia och familjen ringögonspindlar. Inga underarter finns listade i Catalogue of Life.